# Siebenaler
Siebenaler (Luxemburgs: Siwwenaler) is een plaats in de gemeente Munshausen en het kanton Clervaux in Luxemburg.
Siebenaler telt 54 inwoners (2001).